# Carantilly
Carantilly é uma comuna francesa na região administrativa da Normandia, no departamento Mancha. Estende-se por uma área de 10,72 km². Em 2010 a comuna tinha 647 habitantes (densidade: 60,4 hab./km²).